# Bruce Devlin
Bruce William Devlin (Armidale, 10 oktober 1937) is een voormalig professional golfer uit Australië. Later werd  hij commentator voor ESPN-Golf en golfbaanarchitect.

## Amateur
Als amateur won Devlin onder meer in 1958 het eerste Lake Macquarie Amateur Kampioenschap en in 1959 het Australisch Amateur. 

### Gewonnen
- 1958: Lake Macquarie Amateur Kampioenschap, Eisenhower Trophy (individueel)
- 1959: Australisch Amateur.

### Teams
- Eisenhower Trophy (namens Australië): 1958 (winnaars), 1960

## Professional
Devlin werd in 1961 professional en speelde sinds 1962 op de Amerikaanse PGA Tour waar hij tussen 1964 en 1972 acht toernooien won.  Dat laatste jaar stond hij op de 8ste plaats van de Order of Merit. Hij speelde 354 toernooien op de PGA Tour en haalde 312 keer de cut. 
Zijn dieptepunt haalde uitgebreid de pers. Tijdens een toernooi in 1975 in San Diego sloeg hij op de 72ste hole zijn bal een paar keer in het water waardoor hij daar een 10 scoorde. Er stond veel publiek om de 18de green. 
Op de Amerikaanse Senior Tour won hij nog een toernooi in 1995. Zijn laatste toernooi op de Tour was in 2004.

### Gewonnen
PGA Tour
- 1964: St. Petersburg Open Invitational
- 1966: Colonial National Invitation, Carling World Open
- 1969: Byron Nelson Golf Classic
- 1970: Bob Hope Desert Classic, Cleveland Open
- 1972: Houston Open, USI Classic

Australië
- 1960: Australian Open (als amateur)
- 1962: Wills Masters, Victorian Open
- 1963: New Zealand Open, Queensland Open, Victorian Open, Adelaide Advertiser Tournament
- 1964: Victorian PGA
- 1965: Wills Masters, Dunlop International
- 1966: Australian PGA Championship
- 1968: Dunlop International
- 1969: Australian PGA Championship, Dunlop International
- 1970: Australian PGA Championship
- 1983: Air New Zealand/Shell Open

Elders
- 1963: French Open (Europese Tour bestond nog niet)
- 1970: Alcan Golfer of the Year Championship

Seniot Tour
- 1995:  FHP Health Care Classic

### Teams
- World Cup: 1970 (gewonnen met David Graham)

## Commentator
De eerste vijf jaren werkte Devlin voor NBC, in 1983 werkte hij nog vier jaar voor ESPN. Daarna speelde hij op de Senior Tour en begon hij meer tijd te besteden aan het ontwerpen van banen. In 1999 en 2000 was hij voor ESPN commentator op de Senior Tour. 

## Baanarchitect
Devlin heeft in 1966 zijn bedrijf in Scottsdale (Arizona) gevestigd en in 30 jaren ongeveer 150 golfbanen ontworpen, waarvan ongeveer 100 in Florida en Texas liggen.